# 许儿台
许儿台，元朝将领。蒙古八鲁剌思氏。
許兒台十五岁时就能驰马射敌，以勇略著称。跟随贵由攻打欽察，被任命为千戶。領兵下西番（今四川西部康区）。后又从忽必烈攻打南宋，至亳州，迎敵获胜。

## 家族
- 父：不鲁罕
  - 许儿台
    - 子：甕吉剌䚟
      - 孙：忽林失
        - 曾孙：燕不伦